# Когурёско-вэйская война
Когурёско-вэйская война — вооружённый конфликт между китайским царством Вэй и корейским государством Когурё, шедший в 244—245 гг.

## Предыстория
В результате распространения власти китайской империи Хань на Ляодунский и Корейский полуострова, там были образованы четыре ханьских округа.
В конце II века губернатор Ляодуна Гунсунь Ду расширил подвластную ему территорию за счёт корейских земель. Его сын Гунсунь Кан, унаследовавший пост отца в 204 году, в условиях распада государства Хань правил как полунезависимый правитель. На новозавоёванных южных корейских землях им был образован округ Дайфан, а Когурё из-за ударов его войск было вынуждено перенести столицу.
Тем временем в Китае началась эпоха Троецарствия, и Гунсунь Кан признал себя вассалом царства Вэй. Когда правителем Ляодуна, Сюаньту, Лэлана и Дайфана стал сын Гунсунь Кана Гунсунь Юань, то соперник Вэй — царство У — попыталось переманить его на свою сторону. Гунсунь Юань приказал казнить посланников У, и тогда У попыталось договориться об ударе по Гунсунь Юаню с государством Когурё, но Когурё предпочло жить в мире с соседом. Тем не менее вэйский правитель Цао Жуй почувствовал угрозу от растущей власти Гунсунь Юаня, и в 237 году приказал генералу Гуаньцю Цзяню атаковать его. Войско Гуаньцю Цзяня не смогло пройти на Ляодун из-за наводнений, но Гунсунь Юань после этого провозгласил образование независимого государства Янь, и заключил союз с У. В 238 году Сыма И пошёл в поход на сепаратистов, подавил мятеж и уничтожил род Гунсунь.
В 242 году правитель Когурё Тончхон нарушил мир с Вэй, разграбив округ Сианьпин в Ляодуне в устье реки Ялу. Это перерезало сухопутную связь округов Дайфан и Лэлан с остальной территорией царства Вэй, и тем пришлось реагировать на когурёское вторжение.

## Ход боевых действий

### Первая кампания
В ответ на вторжение Гуаньцю Цзянь в 244 году выступил с десятитысячным войском из Сюаньту на Когурё. Тончхон выступил ему навстречу из своей столицы Хвандо с двадцатитысячным войском. Две армии встретились у Лянкоу, и о ходе сражений разные источники повествуют по-разному: корейские «Самгук саги» утверждают, что когурёское войско дважды разбивало Гуаньцю Цзяня, а в третий раз он сумел победить, в то время как китайские «Сань-го чжи» в главе 28 «Биография Гуаньцю Цзяня» пишут, что тот нанёс несколько поражений когурёсцам и в итоге разбил их наголову. Как бы то ни было, но и китайские, и корейские источники сходятся в том, что в итоге когурёская армия была разгромлена.
После разгрома когурёского войска Гуаньцю Цзянь пошёл на когурёскую столицу Хвандо и захватил её. Вернувшись летом 245 года обратно в Ючжоу, он воздвиг каменную стелу с описанием своего похода, фрагмент которой был обнаружен археологами в 1905 году.

### Вторая кампания
После ухода вэйской армии Тончхон вернулся в свою разрушенную столицу, однако в том же году Гуаньцю Цзянь послал против него Ван Ци. Так как столица была разрушена и защищаться там было невозможно, правитель с приближёнными бежал в Окчо. Преследуя когурёского правителя, вэйское войско дошло до берега Японского моря, откуда повернуло вглубь континента, и по реке Муданьцзян достигло государства Пуё. Будучи не в силах выполнить свою задачу, Ван Ци через центральную Маньчжурию вернулся в Сюаньту.
Во время своего похода Ван Ци отправил войско под командованием Лю Мао и Гун Цзуня, чтобы атаковать Тонъе — союзника Когурё. Лю Мао и Гун Цзунь прошли по восточному побережью Корейского полуострова, покоряя местные племена, и также воздвигли стелу в память о своём походе (до сих пор не найдена).

## Итоги
Несмотря на то, что правитель Когурё избежал пленения, этому корейскому протогосударству был нанесён серьёзный удар. Несколько тысяч его жителей были переселены в Вэй, а бывшие вассалы Окчо и Тонъе перестали подчиняться бывшему сюзерену и стали ориентироваться на Лэлан и Дайфан. На полвека упоминания о Когурё исчезли из китайских хроник.